# Потез 25
Потез 25 је био француски двокрилац са крилима различитог размаха, који је настао развојем прототипа Потез 24. Авион је конструисао Луис Королер 1920. године. На труп је било могуће инсталирати један мотор, различитих снага од 400 до 600 KS, док је посада била двочлана и смештена у тандем кабини која је почињала од изреза на излазној ивици горњег крила. Стајни трап је имао специјално конструисане амортизере. Овај вишенаменски ловац-бомбардер је кориштен у разним мисијама као ловац, пратња, тактички бомбардер и извиђач. У касним 1920-им и почетком 1930-их, Потез 25 постаје стандардни вишенаменски авион у преко 20 флота ратних ваздухопловстава, укључујући француско, пољско, совјетско и америчко. Такође је био популаран међу приватним корисницима, посебно у компанијама које су се бавиле превозом поште.

## Пројектовање и развој
Компанија „Аероплани Анри Потез“ је 1923. године почела производњу извиђачког двокрилца Потез 15. Заснивајући на искуствима насталим током израде, Анри Потез (фр. Henry Potez) је почео радити на новој конструкцији тежег и бржег вишенаменског авиона. Прототип Потеза 25 био је завршен током 1924. године. Главне разлике су већи и снажнији мотор и нови дизајн крила. Уместо класичног двокрилца Потез је први увео знатно мање доње крило у поређењу са горњим. Авион је израђиван у две главне војне варијанте: извиђачки Потез 25А2 и извиђачки бомбардер Потез 25Б2.
Авион је тестиран током 1925. године и показао је обећавајуће конструктивне особине, управљивост, брзину и издржљивост. Након испитивања прототип је ушао у серијску производњу. Тржиште је у то време било засићено бројним јефтиним авионима произашлим из Првог светског рата, па је Потез 25 ради промоције учествовао на бројним тркама. Међу најпознатијим достигнућима су били „Европски рели“ (7.400 km) и „Медитерански рели“ (6.500 km) у којима је победу однео управо Потез. Потез 25 је такође летео у чувеном релију Париз-Техеран (13.080 km). 1930. године пилот Анри Гиламе (фр. Henri Guillaumet) на поштарском лету са својим Потезом 25 руши се при покушају тада готово немогућег прелета кроз Анде. Пилот је преживио пад и пронађен је након недељу дана потраге.

## Технички опис
Труп му је правоугаоног попречног пресека, са заобљеном горњом површином. Предњи део трупа авиона је био обложен дуралуминијумским лимом као и доњи део трупа. На лименој капотажи мотора су се налазили отвори за излазак топлог ваздуха из моторног простора. Бочне странице кабина и горња површина трупа су биле облепљене дрвеном лепенком а остали део репа је облепљен импрегнираним платном. Носећа структура трупа авиона је дрвена решеткаста конструкција. У средњем делу трупа се налазе две отворене кабине у тандем распореду (једна за другом) - у првој је пилот а у другој седи извиђач или стрелац.
У авионе Потез XXV су уграђивани следећи мотори: Lorraine-Dietrich 12Еb, Gnome Rhone Jupiter, Hispano Suiza 12, Renault 12Jb, Salmson 18 Cmb, Salmson 18 Ab, Farmann 12Be и Clerget 14F-01. На вратилу мотора је била причвршћена двокрака, вучна, дрвена елиса, непроменљивог корака. Нападна ивица елисе је била окована месинганим лимом.
Крила су била дрвене конструкције са две рамењаче. Нападне ивице крила су биле облепљене дрвеном лепенком а остали део пресвучена импрегнираним платном. Крилца за управљање авионом су се налазила само на горњим крилима. Крила су између себе била повезана са паром укосо постављених металних упорница. Затезачи су били од клавирске челичне жице. Оба крила су имала облик правоугаоника и била су различитих димензија. Доње крило је било знатно краће и уже од горњег крила. Крила су била поравната излазним ивицама тако да је нападна ивица доњег крила у односу на горње била повучена према репу авиона. Оваква конструкција крила је први пут примењена у ваздухопловству. Конструкције репних крила и вертикални стабилизатор као и кормило правца су била направљена од дрвета пресвучена платном.
Стајни трап је био направљен од заварених челичних цеви, класичан фиксан са зглобном осовином. Точкови авиона су били релативно великог пречника са пнеуматицима причвршћени за осовину. У предње стубове стајног трапа су били уграђени амортизери у облику гумених котурова, што је омогућавало авиону да трпи приличне неравнине полетно слетних стаза. Точкови су конструктивно били изведени као точкови код бицикла са жичаним паоцима. На репном делу се налазила еластична дрвена дрљача са амортизером у облику гумене траке.

## Варијанте авиона Потез XXV
Авион Потез XXV је прављен у неколико основних варијанти:
- Потез 25 (1925) експериментални - Један прототип авиона, мотор Хиспано-Суиза 12Га снага 336 kW (451 KS)
- Потез 25 А.2 - Двоседа извиђачка верзија мотор Салмсон 18Цмб или Лорен 12Еб снага 388 kW (520 KS)
- Потез 25.5 - Производна верзија, мотор Ренаулт 12Јб снага 373 kW (500 KS)
- Потез 25.8 - Извиђачки-бомбардер, мотор Фарман 12Вц Е-12, снага 370 kW (500 KS)
- Потез 25.12 - Извиђачки авион, мотор Салмсон 18Цмб, снага 390 kW (520 KS)
- Потез 25.36 - Двоседиштни једнокрилац парасол верзија
- Потез 25.44 - Извиђачки-бомбардер, мотор Ренаулт 12Јб, снага 370 kW (500 KS)
- Потез 25 Ет.2 - Двоседа верзија за обуку пилота, мотор Салмсон 18Аб, снага 373 kW (500 KS)
- Потез 25 Фарман - Двоседа извиђачка верзија за француско ваздухопловство, мотор Фарман 12Ве, снага 373 kW (500 KS)
- Потез 25гр - Дугопругаш верзија, мотор Лорена 12Еб, снага 340 kW (450 KS)
- Потез 25 "Јупитер" - Извозна верзија, мотор Гноме-Рона 9Ац Јупитер, снага 313 kW (420 KS)  (Југославија, Португал, Естонија и Швајцарска).
- Потез 25Х - Два хидроавиона прототипови, мотор Гноме-Рона 9А Јупитер
- Потез 25М - Једнокрилац парасол, мотор Хиспано-Суиза
- Потез 25О - Посебно ојачана и модификована верзија за прекоокеанске летове.
- Потез 25ТОЕ - Главна производна верзија, мотор Лорена 12Еб, снага 340 kW (450 KS)

## Наоружање
- Митраљез - 1 x Викерс (енгл. Vickers) 7,7 mm, фиксни, синхронизовани, за пилота
- Митраљези - 2 x Луис (енгл. Lewis) 7,7 mm, на обртном носачу на кабини осматрача
- Бомбе - 200 kg, на носачу под трупом.

## Оперативно коришћење
У време када је настао Потез 25 је постао један од најуспешнијих француских авиона тог времена. Укупно је направљено 87 варијанти овог авиона, а произведено је преко 3.500 примерака (у Француској је израђено око 2.500 примерака). У Француској је авионе производила фабрика Потез као и фабрике Ле Моро (фр. Les Mureaux) и Анрио (фр. Hanriot). По лиценцама је произведено 300 авиона у Пољској и то 150 примерака у „Пољској индустрији авиона“ (пољ. Podlaska Wytwórnia Samolotów) и 150 примерака у фабрици „Плаге и Лашкијевич“ (пољ. Plage i Laśkiewicz), затим 240 у Југославији, 70 у Румунији и 27 у Португалији. Авиони су извезени у Кину, Парагвај, Грчку, Етиопију, Швајцарску, Естонију. У СССР и десетак других земаља су извезени примерци ради испитивања и потенцијалне куповине.

## Коришћење у Југославији
Пошто је за припрему и организацију серијске производње лиценцних типова авиона у земљи, на чему се озбиљно радило, било потребно најмање годину дана донета је одлука да се купи један одређен број готових авиона, да се друга количина авиона купи у деловима и монтира у домаћим фабрикама и на тај начин премости јаз док се не оспособе домаћи произвођачи за властиту производњу.
На тај начин је већ 1927. године купљено 40 авиона марке Потез 25 и то две верзије Потез 25 Б2 бомбардер и Потез 25 А2Б2 извиђач-бомбардер и то верзија из 1926. године, са моторима Лорен 450 KS и Хиспано 450 KS. Авиони Потез-Лорен су били означени бројевима No 1-25 а Потез-Хиспано са No 26-40. Неки од ових авиона су услед недостатака ловаца служили једно време као двоседи ловци у 6.ВП.
Паралелно са набавком ових авиона, већ у марту 1927. године потписан је уговор са Икарусом за производњу 200 авиона марке Потез са испоруком до 1931. године. Производња је организована у новом погону Икаруса у Земуну који је наменски пројектован и изграђен за производњу авиона. Уз помоћ француских стручњака уходана је производња и до краја јуна 1932. године испоручен је последњи 200. авион. Пошто је Икарус остао без посла (то су године велике светске економске кризе) држава је наручила још 20 авиона Потез 25 који су испоручени од почетка августа до краја октобра исте године.
Лиценцни авиони Потез 25 су били опремљени моторима Гноме Роне Јупитер који су се по лиценци производили у раковачкој фабрици аеропланских мотора. Касније када су истекли ресурси моторима Лорен и Хиспано који су били уграђени на авионима који су директно увезени из Фрацуске (оригинални Потез 25) они су замењени домаћим моторима ИАМ К9 Јупитер. Ове замене су такође извршене у погонима Икаруса.
Авионом Потез 25 је посада Сондермајер и Бајдак извела од 20. априла до 8. маја 1927. године спектакуларан лет од Париза до Бомбаја па назад до Земуна, прешавши 14.800 km за 89 сати ефективног лета. Тај авион је добио популаран назив Потез "Бомбајац". Овај лет је допринео великој популаризацији ваздухопловства у нашој земљи.
У току Априлског рата Итлијани су запленили 11 а Немци 36 авиона Потез 25. Већина ових авиона је продат ваздухопловству квислиншке државе НДХ и тамо коришћени као авиони за подршку пешадијским трупама. У саставу ратног ваздухопловства квислиншке НДХ од 1941 до 1944 било је укупно 27 авиона овог типа. Када се у НОП (Народно Ослободилачком Покрету) почело са формирањем ратног ваздухопловства или Партизанске авијације упућен је позив свим пилотима и механичарима да се јаве у партизанске јединице одакле су прикупљани на локације ратних аеродрома који су били на ослобођеној територији. Ваздухопловни материјал је прикупљан испочетка прелетом пилота са авионима из редова ваздухопловства НДХ или заробљавањем приликом напада на непријатељске аеродроме. Први авион који је прелетео у партизане је био авион Потез 25 са пилотом Фрањом Кљузом, било је то 23 маја 1942 године. Фрањо Клуз је са својим авионом слетео на партизански аеродром који се налазио код места Урије недалеко од Приједора. Након завршетка рата сви заробљени а исправни авиони Потез 25 је још извесно време користило ратно ваздухопловство Југословенске армије. Био је то веома поуздан авион за све време његовог коришћења.